# Omnimover
Omnimover är ett åkattraktionssystem som används i flera nöjesparker i Disneys regi. Roger Broggie och Bert Brundage utvecklade systemet för WED Enterprises och tog patent på systemet i april 1968.